# تایرون تورمین
تایرون تورمین (انگلیسی: Tyrone Tormin؛ زادهٔ ۲۹ ژوئن ۲۰۰۱) بازیکن فوتبال است.
وی همچنین در تیم‌های ملی فوتبال France national under-16 football team، زیر ۱۷ سال فرانسه، زیر ۱۸ سال فرانسه، و زیر ۱۹ سال فرانسه بازی کرده‌است.